# Sealed Air
Sealed Air este producător și distribuitor de ambalaje și utilaje pentru ambalare și activează în 51 de state la nivel mondial de peste 50 de ani.
La nivel mondial, grupul a avut venituri cumulate de 4,9 miliarde de dolari în anul 2008.

## Sealed Air în România
Pe piața din România distribuitorul este prezent din 2005 și oferă soluții de ambalare pentru producători precum Chipita, Alka, Supreme Chocolat, Excelent, Trimus Prod, Transavia, Ifantis și Campofrio.
Cifra de afaceri în 2008: 6 milioane dolari